# Scontri armeno-azeri del 2017
La conflittualità tra armeni e azeri nel 2017 lungo la linea di contatto tra Artsakh e Azerbaigian rimane elevata anche se non tocca i picchi registrati l'anno precedente durante la cosiddetta Guerra dei quattro giorni in Nagorno Karabakh.
Si registra il consueto stillicidio di vittime colpite da cecchini ma, almeno nella seconda parte dell'anno, la situazione può definirsi "relativamente calma".

## Principali avvenimenti
- Nella notte tra il 24 e il 25 febbraio si registra un doppio tentativo azero di penetrazione nel territorio nemico reciprocamente addebito a responsabilità della controparte.[1] Secondo fonti armene, le incursioni azere falliscono con almeno cinque soldati di Baku caduti i cui corpi vengono portati via dalla zona neutrale con l'ausilio della Croce Rossa Internazionale.[2] I media azeri confermano la morte dei soldati addebitandola a una provocazione armena.[3]

- Tra il 15 e il 17 maggio dalle postazioni azere vengono lanciati alcuni missili terra-terra Spike contro le postazioni armene. Il gruppo di Minsk rilascia un comunicato di condanna.[4]

- Il 16 giugno gli armeni denunciano un attacco azero con lancia granate AGS-17 contro una postazione difensiva con la morte di tre soldati dell'Esercito di difesa dell'Artsakh.[5],[6]

- il 3 luglio, due civili azeri, una donna anziana e una bambina, vengono mortalmente raggiunti da un colpo di mortaio sparato dalla difesa armena. Il fatto avviene nei pressi dell'insediamento di Alkhanli che si trova prossimo alla linea di contatto.[7] Le autorità armene confermano l'accaduto giustificandosi con il fatto che stavano cercando di colpire una batteria nemica TR-107 che continuava a cannoneggiare facendosi scudo dietro le abitazioni civili.[8]

- il 4 luglio una casa nel villaggio di Alxanlı nel Distretto di Füzuli dell'Azerbaigian fu bombardata da parte delle forze armate armene con artiglierie da 82 mm e 120 mm, provocando la morte della civile azera Sahiba Guliyeva di 51 anni e di sua nipote di 18 mesi Zahra Guliyeva, nonché il grave ferimento di una donna di 52 anni, Sarvinaz Guliyeva.[9][10][11][12] Entrambe le parti si sono accusate a vicenda di aver violato il cessate il fuoco.[13] Il ministro degli Esteri armeno Shavarsh Kocharyan ha affermato che l'Azerbaigian è stato responsabile di tutte le vittime a causa delle "continue provocazioni militari contro il Alto Karabakh".[14] Le autorità locali dell'autoproclamata Repubblica dell'Artsakh hanno affermato che l'Azerbaigian ha sparato da posizioni vicino agli edifici residenziali di Alxanlı.[15] Il portavoce del ministero della Difesa azero, Vagif Dargahly, ha negato queste affermazioni, affermando che non c'era nessun quartier generale militare o postazioni di fuoco ad Alxanlı al momento del bombardamento.[16]

- il 6 luglio 2017, le autorità statali e locali dell'Azerbaigian hanno organizzato una visita di addetti militari stranieri accreditati in Azerbaigian e rappresentanti dei media stranieri ad Alxanlı.[17] Il ministero degli Esteri turco,[18] l'ambasciatore dell'Iran in Azerbaigian,[19] senatori e membri del parlamento del Regno Unito[20] e la Russia[21] hanno condannato la parte armena per aver lanciato attacchi contro la popolazione civile.